# Stadio Signora Chiara
Lo stadio Signora Chiara è il principale impianto sportivo di Calangianus. Ospita le partite casalinghe del Football Club Calangianus 1905.

## Descrizione
L'impianto ha una capienza totale di circa 2461 spettatori di cui 433 al coperto. Presenta una tribuna centrale dove sorge la copertura e l'area speaker, una curva separata da apposite barriere (abbattuta per metà al fine di lasciar spazio ai nuovi spogliatoi) e una curva opposta di dimensioni ridotte. Lo stadio presenta 433 seggiole, situate sotto la copertura in tribuna centrale. Il terreno di gioco è, dal 2019, un manto sintetico di ultima generazione.

## Storia

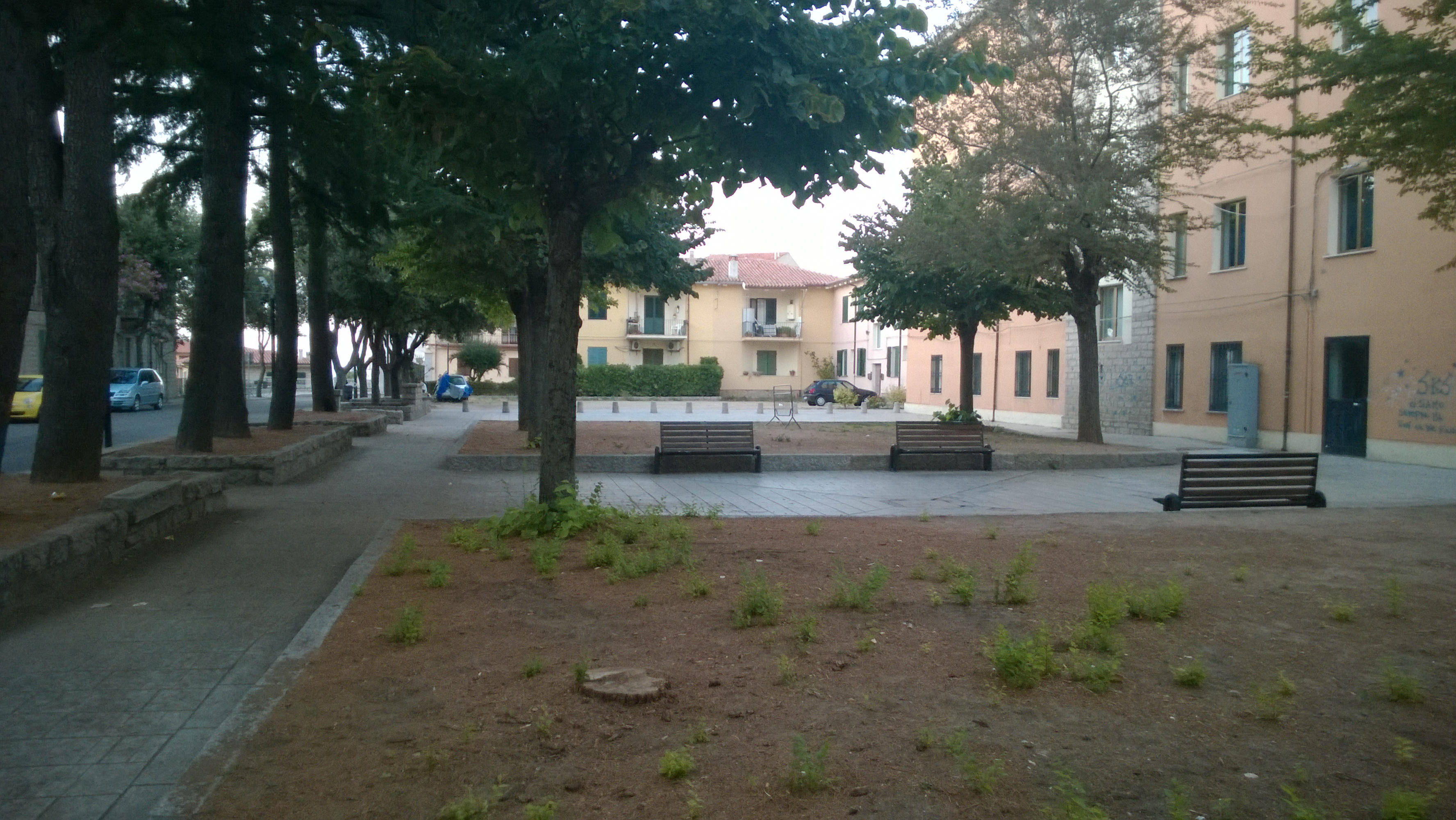
Piazza Marconi a Calangianus, dove sorgeva il vecchio campo sportivo Gaetano Mariotti.

### Premesse
Non fu il Signora Chiara il primo stadio comunale di Calangianus. I giallorossi del Football Club Calangianus, nati nel 1905, hanno calciato i primi palloni nel vecchio campo sportivo Limbara intitolato a Gaetano Mariotti (anche soprannominato Rinascita), nell'attuale piazza Guglielmo Marconi. Il Limbara ha ospitato le amichevoli pioneristiche del calcio calangianese e le prime stagioni ufficiali fino al 1949, tra le quali spicca il 5-2 inflitto al Cagliari il 9 febbraio 1947.Il campo sportivo è stato radiato ed in seguito dismesso dopo il 6 marzo 1949, data nella quale, in una gara interna dell'allora SS Audax Calangianus contro l'Associazione Sportiva Bacu Abis di Carbonia valida per la Prima Divisione Sardegna 1948-1949, il gremito pubblico calangianese si rese protagonista di un'invasione di campo alla quale seguì un'aggressione nei confronti dell'arbitro Casu, accusato di mancata neutralità nella direzione della gara. La stessa Società Sportiva Audax Calangianus fu radiata dai ruoli federali ed esclusa dalla stagione in corso alla ventottesima giornata, a campionato quasi concluso. Al posto del vecchio campo sportivo, oggi risiedono il palazzo municipale e una piazza intitolata a Guglielmo Marconi, meglio nota a livello locale come Lu Campu Ecchju, dal gallurese "il campo vecchio".

### I primi anni
In seguito alla squalifica del vecchio stadio Gaetano Mariotti nel marzo 1949, la Società Sportiva Audax Calangianus cambia nome in Unione Sportiva Calangianus e si iscrive al campionato di Prima Divisione dell'anno successivo. Lo stadio Signora Chiara venne inaugurato il 1 novembre 1953, in occasione della seconda giornata del campionato di Promozione Sardegna 1953-1954, disputata dai padroni di casa contro la C.R.A.L. Marina di La Maddalena e terminata col risultato di 1 a 1. L'impianto fu dotato nel 1955 dell'intero arco di spalti (tribuna centrale e due curve collegate, ad occupare tre quarti del perimetro del terreno di gioco), oggi quasi interamente conservato così come venne installato. Fu qui che, nello stesso anno, il Calangianus trovò la prima promozione in IV Serie della sua storia: le prime squadre dal blasone nazionale che affrontarono i giallorossi al Signora Chiara furono Perugia, Ternana e Frosinone.

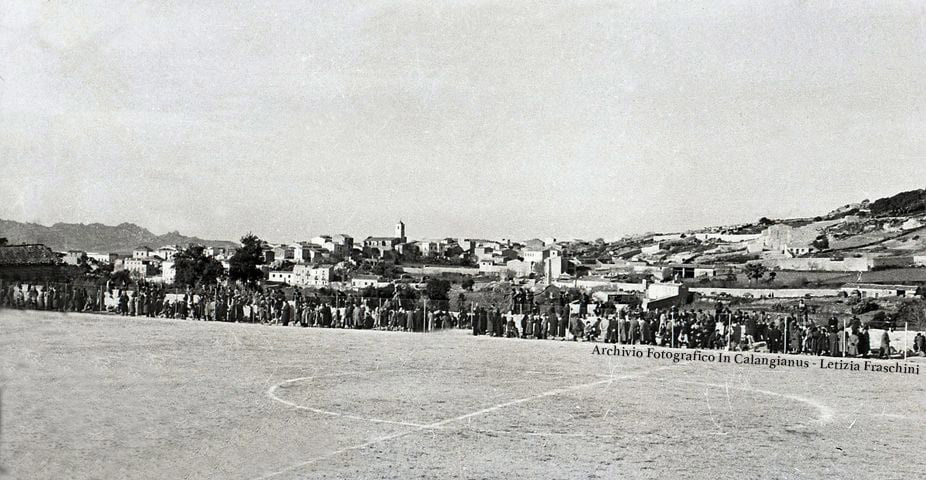
Un primordiale Signora Chiara durante la stagione 1954-1955.

### Dagli anni '60 all'Interregionale
L'impianto ha ospitato tutte le 38 stagioni del Calangianus di Serie D succedute alla parentesi in IV Serie, le quali partirono dalla vittoria del campionato di Prima Categoria 1959-1960. Trattasi, quello che segue, del primo campionato per i giallorossi nella Serie D oggi conosciuta (prima IV Serie), nel quale si ritrovarono diverse compagini sarde come il Tempio, l'Olbia, il Carbonia e la Nuorese. Fu solo due anni dopo che il Calangianus perse la prima occasione di promozione in Serie C a causa di un punto di differenza dalla vincitrice Empoli. Si susseguono diverse stagioni tra Serie D e massimo livello regionale, fino alla promozione nel nuovo campionato Interregionale dopo un secondo posto nel campionato di Promozione 1985-1986: la stagione successiva rappresenta il diciottesimo campionato di quarta divisione della storia del Calangianus.

### Il primo restauro e gli anni 2000

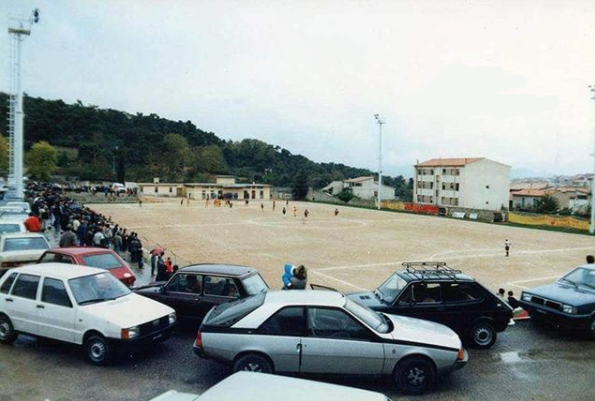
Lo stadio Signora Chiara durante il campionato Interregionale 1983-1984.

Durante la stagione 1983/1984, il Budoni Calcio disputò l'intero campionato di prima categoria al Signora Chiara, a causa dei lavori di adeguamento dello stadio locale.
Sempre nel 1983, il 24 settembre, il Signora Chiara ospitò il primo match di Serie C2 mai disputato tra Olbia ed Alessandria, causa indisponibilità dello stadio Bruno Nespoli. Il match, concluso sul risultato di 0-0, costerà la panchina dell'Alessandria ad Amilcare Ferretti, sostituito in settimana da Natalino Fossati. Tale match rappresentò un campanello d'allarme per quanto riguardava la condizione del terreno di gioco, definito "sconnesso e sabbioso".
Alla fine dell'Interregionale 1986-1987 venne installata la copertura della tribuna centrale, ed il terreno di gioco divenne un prato naturale. Fu da questa stagione, inoltre, che il Signora Chiara ospitò i match del Calangianus validi per 12 campionati di fila della Serie D d'allora, che si conclusero con la retrocessione nel 1998 a pari punti col Pavia. Il Calangianus vincerà in seguito il campionato di Eccellenza del 2002. Durante la stagione 2006-2007 il Calangianus dovette disputare parte degli incontri casalinghi nei campi periferici di Olbia, Arzachena e Tempio Pausania, a causa della dichiarata inagibilità dello stadio Signora Chiara in seguito agli scontri di Catania del 2 febbraio 2007.

### Anni contemporanei
Retrocesso per l'ultima volta dalla Serie D nella stagione 2008-2009, il Calangianus si appresta ad affrontare definitivamente i campi dell'Eccellenza regionale. L'impianto ha subito un lavoro di restauro nel 2015 per quanto riguarda il restyling della tribuna centrale, il rinnovamento degli interni e la riqualificazione dei nuovi spogliatoi, la cui costruzione ha impiegato l'abbattimento per metà della curva sul lato sud della struttura.

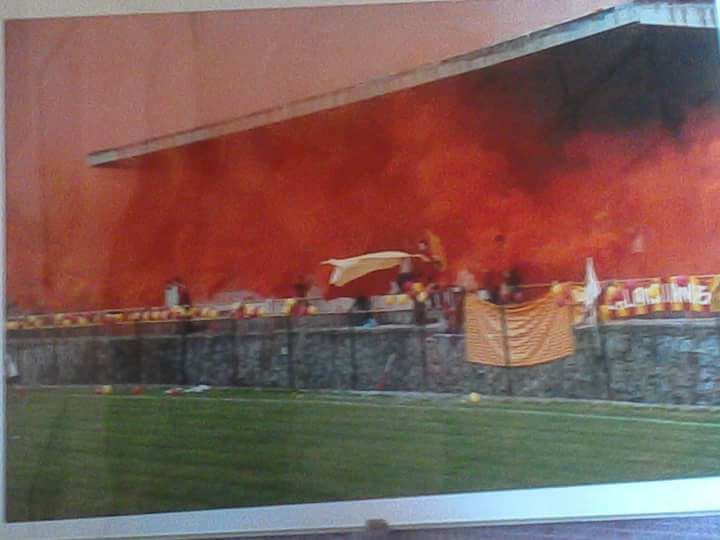
Festeggiamenti per la vittoria, da parte del Calangianus, del campionato di Eccellenza 2001-2002, in tribuna centrale.

Gli ultimi anni sono stati caratterizzati dalla disconnessione di un fondo erboso obsoleto, rinnovato solo nei primi 2000 e dai costi di manutenzione elevatissimi, che hanno reso il Signora Chiara inutilizzabile a più riprese nel corso degli anni. L'apice della grave condizione del campo sportivo, irrecuperabile causa intemperie nonostante i continui lavori di sistemazione, si è raggiunto durante il campionato di Eccellenza Sardegna 2017-2018 nel quale, per indisponibilità del terreno di gioco e dell'impianto stesso e per successivi lavori di restauro, il Football Club Calangianus 1905 ha giocato diversi match casalinghi (tra cui il derby contro la Torres del 14 gennaio 2018) in campi periferici, presso Tempio Pausania, Telti, Luras, Luogosanto e Valledoria.

### Ultimo restauro
Il 1 dicembre 2016 il Cipe (Comitato Interministeriale per la Programmazione Economica) ha licenziato il progetto esecutivo di restauro dello stadio Signora Chiara, il cui finanziamento di 650.000 euro ha ottenuto il lasciapassare della Corte dei Conti il 14 aprile 2017. Partiti ufficialmente il 6 giugno 2018, i lavori di restauro hanno avuto come esito l'installazione di un prato sintetico di ultima generazione, il restauro e tinteggiatura di esterni ed interni (murature, tribune, copertura, barriere divisorie, aree verdi, percorsi di accesso), la dotazione di circa 400 seggiole gialle da montare sotto la tribuna coperta ed il collaudo dell'intera struttura. Anche il piano bar è stato totalmente rinnovato. Il nuovo stadio Signora Chiara è stato inaugurato ufficialmente il 13 marzo 2019, in occasione della gara tra Football Club Calangianus 1905 e Dorgalese.

## Architettura

### Ubicazione

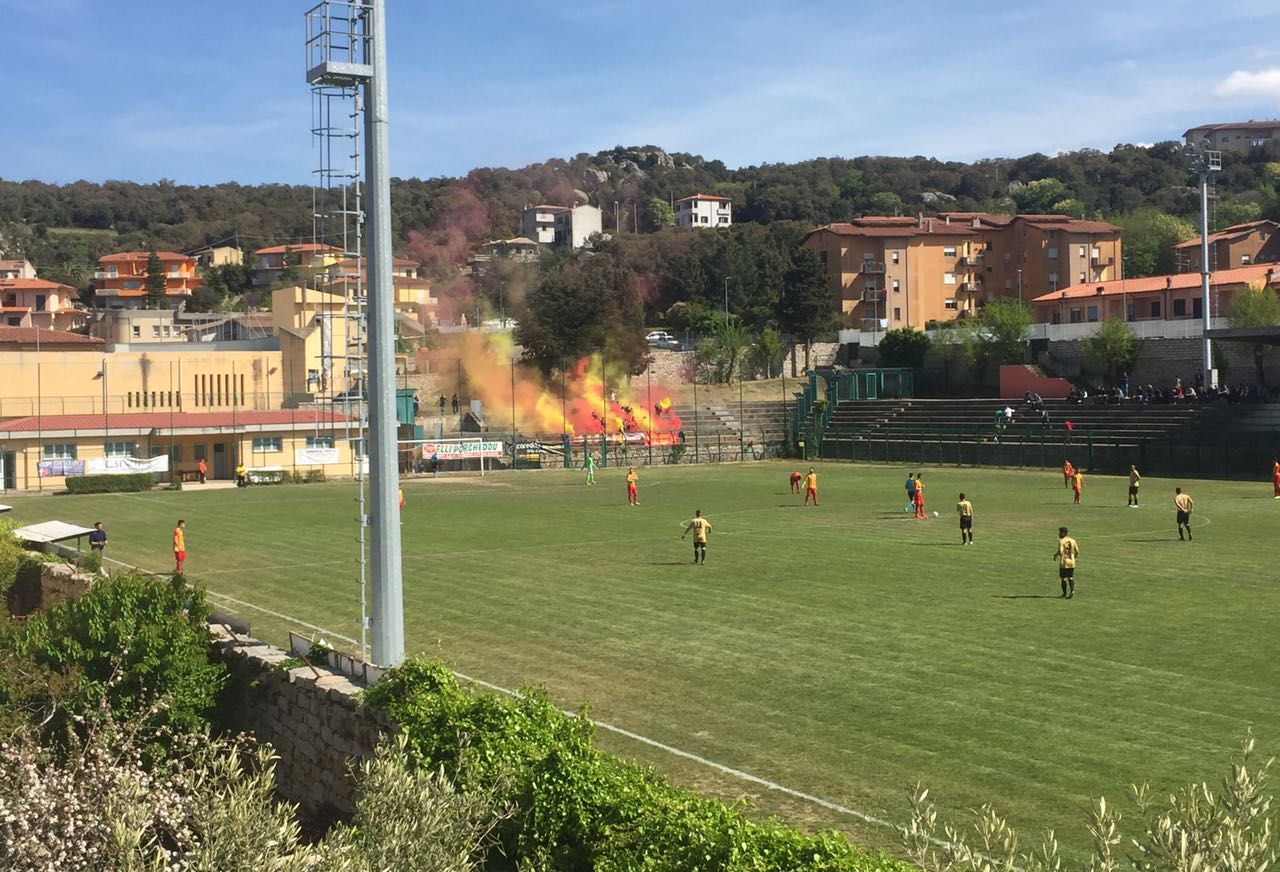
Coreografia della tifoseria calangianese in occasione dei play-off di Eccellenza 2016-2017.

Lo stadio Signora Chiara di Calangianus è esteso su un'area di circa 13.000 m², nel rione omonimo nella periferia sud del paese, delimitato da via Campo Sportivo (su cui si affacciano l'ingresso principale, la biglietteria e la sede societaria), via Grazia Deledda (su cui si estende il muro che delimita l'intera tribuna centrale con relativi ingressi alla stessa ed alla curva sud), via Dante Alighieri (ove situano i punti di accesso per i giocatori ed un ingresso secondario in curva sud) e via Signora Chiara (divisa dallo stadio per la presenza del parcheggio e del padiglione fieristico, si trovano in corrispondenza della strada la curva sud e gli spogliatoi principali). L'area circostante, in procinto di evoluzione secondo i piani urbanistici, è occupata da alcuni dei rioni edificati più recentemente, a partire dagli anni '70: fu la creazione dello stadio il principale movente all'urbanizzazione della zona, attraversata dalla strada principale che porta ad Olbia. L'impianto rappresenta il principale centro sportivo di Calangianus.

### Esterni
Le mura esterne dello stadio sono costituite da un corpo granitico, intonacate e tinteggiate di giallo. Presentano 5 ingressi con cancelli, di cui uno nel lato nord, due nei pressi della tribuna centrale (di cui uno in accesso al lato est) ed uno opposto alla tribuna coperta, dal quale si accede alla curva est. Tutti gli ingressi sono direttamente collegati alle vie d'accesso.
Un'ampia superficie adiacente allo stadio, lungo il muro della tribuna centrale e della curva principale, presenta posti auto pari a circa 150 unità.

### Interni
L'impianto, di pianta rettangolare, presenta una corona di gradinate che copre tre quarti del perimetro del terreno di gioco. Contornato alle gradinate situa un lungo piazzale con aree verdi, un tempo adibito a parcheggio. Il lato opposto alla tribuna centrale è l'unico che non costituisce parte integrante della struttura: il terreno di gioco è diviso dalla muratura esterna da via Dante Alighieri, ove situano parcheggi, ingressi secondari per gli atleti ed abitazioni adiacenti allo stadio.

#### Terreno di gioco
Dal 2019, lo stadio Signora Chiara presenta un terreno di gioco in erba sintetica di ultima generazione, impiantato al posto del fondo in erba naturale datato 1987.

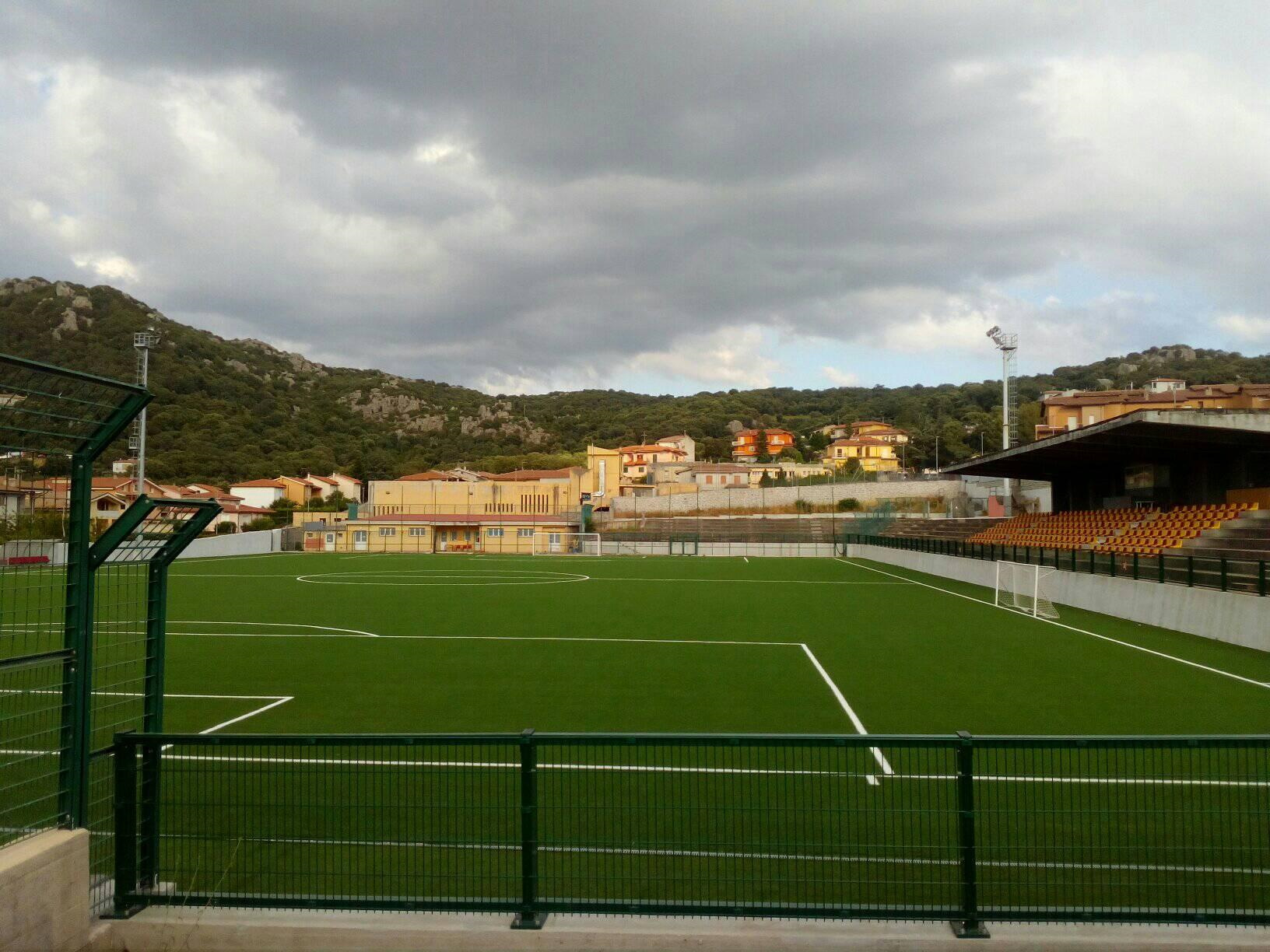
Il nuovo Signora Chiara visto dal lato ovest.

#### Gradinate
La gradinata presenta una tribuna centrale lunga circa 150 metri e coperta per 40 metri (per un totale di 433 posti a sedere in coperto su seggiole), la quale è collegata strutturalmente alla curva sul lato ovest e alla curva sul lato est (divisa da barriere dal resto della struttura), abbattuta per metà, ove stanzia generalmente la tifoseria locale, ma adibita occasionalmente a settore ospiti.
In base all'ampiezza in metri quadri delle tre gradinate, le capienze approssimative per ogni settore sono le seguenti:
- Tribuna centrale coperta: 1.792 posti (di cui 433 al coperto su seggiole).
- Curva est: 483 posti.
- Curva ovest: 186 posti.

#### Piazzale
Il piazzale contornante la tribuna presenta i percorsi di accesso ai vari settori. Ampio 2.120 m², ha capacità ulteriore di circa 3.000 persone in piedi, seppur non sia adibito a tale scopo.

#### Aree verdi
Il restauro del 2018 inserisce ai lati delle tribune delle aiuole formate da essenze arboree autoctone.

#### Servizi
L'impianto presenta una biglietteria adiacente all'ingresso principale, segnalata con apposito cartello.
È presente un servizio bar con TV satellitare nel primo sbocco sul retro della copertura della tribuna centrale, di facile raggiungimento.
Sono presenti due locali adibiti a servizi igienici, situati entrambi dopo le gradinate delle curve e segnalati con appositi cartelli.

## Scheda tecnica dell'impianto
Di seguito vengono elencate le caratteristiche tecniche dell'impianto.
- Capienza: 2 461 posti a sedere (gradoni, in relazione ai m² della gradinata)
- Copertura: 433 posti
- Posteggi: 150 posti auto esterni all'impianto.
- Superficie totale: 14370,25 m²
- Superficie stadio: 10476,44 m²
- Dimensione campo: 103,82 m² x 59,78 m²
- Materiale del terreno: Erba sintetica
- Aree dedicate ai servizi: 3893,81 m²
- Bar: 1
- Biglietterie: 1
- Spogliatoi: 6
- Amplificazione sonora: Si
- Separazione interna: Barriera
- Servizi igienici: 2

- Tribuna Centrale: 3,2 m (dalla prima fila), 8,12 m (dall'ultima fila)
- Curve: 4,2 m (dalla prima fila), 9,12 m (dall'ultima fila)